# Barisanus z Trani

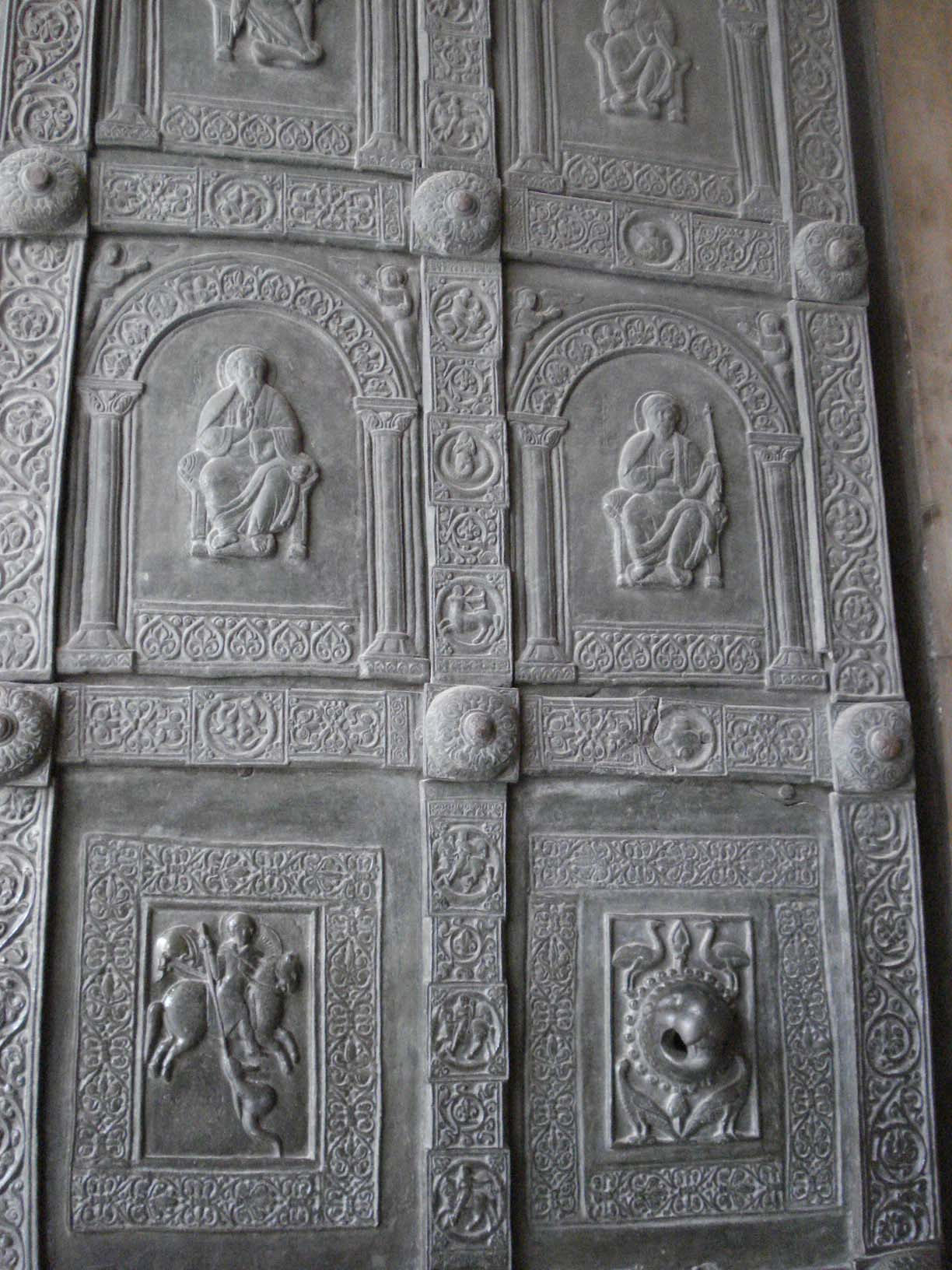
Fragment drzwi brązowych Barisanusa w portalu północnym katedry w Monreale

Barisanus z Trani, Barisano da Trani, włoski rzeźbiarz z 2 poł. XII wieku. Brak przekazów na temat dokładnych dat jego życia. 

## Dzieło
Tylko trzy dzieła przypisuje się z pewnością jego autorstwu, przy czym dwa z nich opatrzone są sygnaturą artysty. Są to brązowe drzwi portalu zachodniego katedry w Trani (Apulia) pw. św. Mikołaja Pielgrzyma (San Nicola Pellegrino) oraz portalu północnego katedry w Monreale pw. Matki Boskiej na Sycylii. Barisanusowi przypisuje się również autorstwo drzwi do zachodniego portalu katedry w Ravello (Kampania), najwcześniejszych z trzech wymienionych i jedynych, których datowanie na rok 1179 na podstawie tablicy fundacyjnej jest pewne. 
Chronologia prac Barisanusa podawana w literaturze jest również niejednoznaczna. Analiza wykorzystania tych samych form odlewniczych we wszystkich trzech przypadkach sugeruje jednak, że drzwi z Ravello powstały najwcześniej. Zazwyczaj datuje się drzwi z Trani na ok. 1186, z Monreale zaś na lata 90. XII wieku.
Każda z par drzwi składa się z szeregu płyt odlanych w płytkim reliefie. Łączenia pomiędzy płytami pokryte są przez pasy pełniące funkcję ornamentalnych obramowań i ozdobne guzy, wszystkie odlane elementy umocowane są zaś na konstrukcji z drewna. Charakterystyczną cechą prac Barisanusa jest różnorodność jakości przedstawień od zarysowanych ledwie prototypów po lekko uwypuklone plastyczne wizerunki. 

## Cechy stylu
Repertuar przedstawień Barisanusa jest dość ograniczony i sprowadza się do pojedynczych postaci: Chrystusa (Maiestas Domini), Marii z Dzieciątkiem, aniołów, apostołów i świętych oraz dwóch kluczowych scen z Nowego Testamentu: Zdjęcia Chrystusa z krzyża i Zstąpienia do przedsionka piekła - Anastazis). Artysta ukazuje też świeckie postaci gladiatorów i łuczników oraz stylizowane symboliczne przedstawienia Drzewa Życia. 
Barisanus był być może pochodzenia greckiego, a co najmniej utrzymywał ze światem greckim żywe artystyczne kontakty. Jego Maiestas Domini robi wrażenie ściśniętego w zbyt małej przestrzeni, kompozycja nabiera zaś równowagi, jeśli usunie się z niej symbole czterech Ewangelistów i mandorlę, w której zamknięty jest Chrystus. Sugeruje to, że prototypem tej płyty mogło być charakterystyczne dla sztuki bizantyjskiej przedstawienie Chrystusa jako Pantokratora (Pana wszystkiego), dostosowane tylko wtórnie do występującego z kolei na Zachodzie Maiestas Domini. Także twarz i błogosławiący gest Chrystusa zdają się odpowiadać typowi greckiemu, a flankujący postać Chrystusa aniołowie przyjmują osobliwą, znaną z mozaik bizantyjskich pozycję skręconych półklęczek. Silne wpływy Bizancjum wykazują też małe medaliony z półpostaciami Matki Boskiej, aniołów czy Jana Chrzciciela zdobiące co jakiś czas ornamentalne roślinne pasy
Filigranowe w swym stylu plecionki, palmety oraz specyficzna tematyka (wizerunki gladiatorów i łuczników w orientalnych szatach oraz drzewo życia z antytetycznie zakomponowanymi zwierzętami) noszą wyraźne cechy wschodnie. Jedno z najdoskonalszych przedstawień, Zdjęcie z krzyża, daje natomiast w swoim nastroju głębokiego smutku świetny wyraz zachodniej duchowości.